# Брюс Едвардс
Брюс Кевін Джеффрі Едвардс (англ. Bruce Kevin Jeffrey Edwards) — австралійський дипломат. Надзвичайний і Повноважний Посол Австралії в Україні (з 2020).

## Життєпис
За освітою магістр журналістики Університету Квінсленда, магістр мистецтв (географія) Університету Мельбурна.
Брюс Едвардс — є кадровим співробітником Департаменту закордонних справ та торгівлі Австралії. До призначення в Україну працював заступником керівника місії в Посольстві Австралії в Бейруті та в Посольстві в Кабулі. Працював у Гоніара з місією Регіональної допомоги на Соломонових островах та брав участь у Програмі розвитку ООН Соломонових островів та Програмі розвитку ООН В'єтнаму. У Канберрі, працював в Оперативному секторі Консульства, Секторі Тихоокеанських островів, а також секції зв'язку із засобами масової інформації.
У 2016—2017 рр. — Тимчасовий повірений у справах Австралії в Києві.
11 грудня 2020 року вручив вірчі грамоти Президенту України Володимиру Зеленському.